# Parohinka recurva
Parohinka recurva är en insektsart som beskrevs av Webb 1981. Parohinka recurva ingår i släktet Parohinka och familjen dvärgstritar. Inga underarter finns listade i Catalogue of Life.